# Національне свято Квебека
Національне свято Квебека (фр. La Fête nationale du Québec) — свято, яке відзначається щорічно 24 червня, в день релігійного свята Різдва Івана Предтечі жителями Квебека, а також франко-канадцями і франко-американцями під назвою День франко-канадської культури.
У Квебеку Національний день є офіційним святом згідно з Законом про дотримання трудових стандартів. Святкові заходи починаються 23 червня і тривають 24 червня. З 1978 року свято фінансується владою провінції, його організацією займається Національний оргкомітет (Comité organisateur de la fête nationale).